# Crni Ernz
Crni Ernz (luks. Schwaarz Iernz, fra. Ernz noire, njem. Schwarze Ernz) je rijeka koja teče kroz Luksemburg, izljevajući se u Sauer kod Grundhofa kao desna pritoka. Protječe kroz gradove Junglinster i Mullerthal.

## Vanjske poveznice
|  | Zajednički poslužitelj ima još gradiva o temi Crni Ernz |